# عضلات افغانی
عضلات افغانی (دانمارکی: Afghan muscles) فیلمی در ژانر مستند محصول سینمای دانمارک است که در سال ۲۰۰۶ منتشر شد. این فیلم در مورد بدن‌سازی در افغانستان است.